# Ellen Hayes
Ellen Amanda Hayes (Granville, 23 de septiembre de 1851 – Wellesley, 27 de octubre de 1930) fue una matemática y astrónoma estadounidense.  Era un personaje controvertido no solo por ser profesora, sino también por abarcar muchas causas radicales. 

## Primeros años
Hayes nació en Granville, Ohio, el primero de seis hijos de Charles Coleman y Ruth Rebecca (Wolcott) Hayes. A la edad de siete años, estudió en la escuela Centreville, una escuela pública de una sola habitación sin graduar, y a los dieciséis años enseñó en una escuela de campo para ganar dinero. En 1872 ingresó en el departamento preparatorio del Oberlin College y fue admitida como estudiante de primer año en 1875, donde sus principales estudios fueron matemáticas y ciencias.

## Trabajo
Hayes obtuvo un AB de Oberlin en 1878 y comenzó a enseñar en el Adrian College. Desde 1879 hasta su jubilación de 1916, enseñó en el Wellesley College , donde se convirtió en jefa del departamento de matemáticas en 1888 y en jefa del nuevo departamento de matemáticas aplicadas en 1897. Hayes también participó activamente en astronomía, determinando la órbita del recién descubierto asteroide 267 Tirza mientras estudiaba en el Observatorio Leander McCormick en la Universidad de Virginia .
Hayes era una persona de voluntad fuerte; según uno de sus colegas, fue removida de jefe del departamento de matemáticas debido a disputas sobre su política de admisión. También era una controvertida profesora de matemáticas: era considerada no creyente, cuestionaba la verdad de la Biblia frente a los estudiantes y vestía ropa utilitaria en lugar de ropa de moda. Tenía estándares muy altos de educación, y le dio a más de la mitad de sus estudiantes D el primer año que enseñó desde su libro de trigonometría. A pesar de su riguroso estilo de enseñanza, tenía estudiantes que erar sus seguidores fueles.
En 1891, Hayes fue elegida una de las primeras seis mujeres miembros de la New York Mathematical Society (más tarde, la American Mathematical Society ).

## Mujeres en matemáticas
A Hayes le preocupaba la subrepresentación de las mujeres en matemáticas y ciencias y argumentó que esto se debía a la presión social y al énfasis en la apariencia femenina, la falta de oportunidades de empleo en esos campos para mujeres y las escuelas que permitían a las alumnas optar por no participar en cursos de matemáticas y ciencias.

## Causas sociales
Hayes era una figura controvertida, no solo por ser una rara profesora de matemáticas en el siglo XIX en Estados Unidos, sino por su abrazo de causas radicales como cuestionar la Biblia y las convenciones sobre vestimenta de género, sufragio, moderación, socialismo. el Lawrence Textile Strike de 1912 y Sacco y Vanzetti.  Fue escrito a partir de la historia de Wellesley College: 

Una intrépida radical todos los días, en los años ochenta llevaba faldas cortas; en los años noventa fue una firme defensora del sufragio de la mujer. En las dos primeras décadas del siglo XX, una socialista ardiente. Después de su jubilación y hasta su muerte en 1930, se conectó activamente con un experimento de educación de adultos para niñas trabajadoras. Audaz, devota, intransigente, fanática, si así lo deseaba, y a veces una espina en la carne de los fideicomisarios, que retuvieron el título de Emérito en su retiro, es recordada con entusiasmo y afecto por muchos de sus estudiantes.
Historia de Wellesley College

 En 1888, escribió una columna regular para el periódico de Wellesley College sobre el sufragio y la reforma de la vestimenta, y en la década de 1890 fundó un capítulo del movimiento de la moderación.
Ella era la candidata del Partido Socialista para la Secretaria de Estado de Massachusetts en 1912, la primera mujer en la historia del estado en postularse para un cargo estatal. Ella no ganó la carrera, pero recibió más votos que cualquier candidato socialista en la boleta, incluyendo 2500 más que su candidato a gobernador. Durante la Revolución Rusa, a pesar del sentimiento antirrojo, recaudó dinero para los huérfanos rusos y defendió el socialismo.  A la edad de 76 años, fue arrestada por marchar en protesta por la ejecución de Nicola Sacco y Bartolomeo Vanzetti.

## Vida posterior
Hayes escribió Wild Turkeys and Tallow Candles (1920), un relato de la vida en Granville, y The Sycamore Trail (1929), una novela histórica.
En 1929 se mudó a West Park, Nueva York, para enseñar en la escuela Vineyard Shore School para trabajadoras de la industria, a pesar de su dolor de artritis. Ella murió el 27 de octubre de 1930.  Su voluntad dejó su cerebro a la Colección Wilder Brain en la Universidad de Cornell .  Sus cenizas fueron enterradas en Granville, Ohio.